# Zwierzomorkowate
Zwierzomorkowate (Zoopagaceae Drechsler) – rodzina grzybów z rzędu zwierzomorkowców (Zoopagales). Grzyby mięsożerne.

## Charakterystyka
Drechsler utworzył rodzinę Zoopagaceae przenosząc do rodziny Cochlonemataceae grzyby pasożytnicze. W ten sposób w rodzinie Zoopagaceae pozostały tylko gatunki drapieżne. Łowią one drobne zwierzęta (głównie ameby i nicienie) za pomocą kleistego śluzu wytwarzanego przez strzępki. Do ciała złapanej ofiary wpuszczają tylko ssawki, natomiast grzybnia wegetatywna i struktury rozrodcze są wytwarzane zewnętrznie. Zarodniki tych grzybów są produkowane pojedynczo lub w łańcuchach. Chlamydospory poza morfologią i położeniem względem strzępek rodzicielskich, są podobne do propaguli wytwarzanych przez Acaulopage i Stylopage – powstają w wyniku ewakuacji cytoplazmy strzępki rodzicielskiej. W rodzaju Cystopage zygospory są nieznane, zaś te produkowane przez Acaulopage, Stylopage, Zoopage i Zoophagus są podobne do teleomorficznych zarodników tworzonych przez Cochlonematace. Zarodniki płciowe są stosunkowo małe, szkliste, z szorstką ścianą zygosporangialną i przylegającymi, anizogamicznymi zawiesiami.

## Systematyka i nazewnictwo
Pozycja w klasyfikacji według Index Fungorum:
Zoopagaceae, Zoopagales, Incertae sedis, Zoopagomycetes, Zoopagomycotina, Zoopagomycota, Fungi.
Rodzinę tę do taksonomii wprowadził Charles Drechsler w 1938 r. Według Index Fungorum bazującego na Dictionary of the Fungi należą do niej rodzaje:
- Acaulopage Drechsler 1935
- Cystopage Drechsler 1941
- Stylopage Drechsler 1935
- Tentaculophagus Doweld 2014
- Zoopage Drechsler 1935
- Zoophagus Sommerst. 1911